# Isidore Péan du Pavillon
Isidore Pineau du Pavillon, né en 1790 à Rennes et mort le 13 juin 1856 à Paris, est un peintre français.

## Biographie
Isidore Pineau du Pavillon, dit Isidore Péan nait à Rennes.
Élève de Jacques-Louis David, il expose au Salon de 1814 à 1844.
Il épouse Laure Lay (1801-1869). Leur fils Isidore Joseph Félix Pineau du Pavillon sera peintre en bâtiment et leur fille Marie Emma Pineau du Pavillon sera employée d'imprimerie.
Il meurt à Paris, à l'âge de 66 ans. Il est inhumé au cimetière du Montparnasse le 15 juin 1856.

## Œuvres exposées aux Salons parisiens
- Le Christ mort au pied de la croix, la Vierge, Saint Jean, la Madeleine et les Saintes Femmes, au Salon de 1814
- Plusieurs portraits, au Salon de 1814
- Plusieurs portraits, au Salon de 1817
- Plusieurs portraits, au Salon de 1819
- Psyché et l’Amour, au Salon de 1819
- Plusieurs portraits, au Salon de 1824
- Etude d'une tête de Vierge, au Salon de 1834
- Portrait d'une jeune personne en robe de velours rouge, au Salon de 1834
- Portrait de M. C., au Salon de 1834
- Portrait de Mme la baronne M., au Salon de 1834
- Portrait de Mlle Julie., au Salon de 1837
- Portrait de Mme de., au Salon de 1837
- Portrait de M. de., officier supérieur d'infanterie légère, au Salon de 1837
- Trois portraits, au Salon de 1839
- Le baptême de Jésus-Christ, au Salon de 1844